# Дурдиадзе, Тариэл Трофимович
Тариэл Трофимович Дурдиадзе (род. 31 июля 1959, Тбилиси) — советский и грузинский футболист, защитник.
Воспитанник футбольной школы отдела просвещения Тбилиси, тренеры Е. Одикадзе, Г. Мамаладзе. В 1977—1983 годах играл за дубль «Динамо» Тбилиси. В 1977—1978 годах провёл пять матчей в чемпионате и три — в Кубке СССР, во всех выходил во втором тайме. В мае — июне 1983 сыграл четыре матча в чемпионате. В 1984—1989 годах играл в первой лиге за «Динамо» Батуми — 248 матча, шесть голов. В 1990—1992 годах за команду, переименованную в «Батуми», в чемпионате Грузии сыграл 93 матча, забил 24 мяча.
Победитель турнира дублёров 1978 года.
26 июля 1978 года сыграл в товарищеском матче молодёжных сборных СССР и Болгарии.